# Gintaras Einikis
Gintaras Einikis (Kretinga, 30 settembre 1969) è un ex cestista e allenatore di pallacanestro lituano, fino al 1991 sovietico.

## Carriera
Con la Lituania ha disputato tre edizioni dei Giochi olimpici (Barcellona 1992, Atlanta 1996, Sydney 2000), i Campionati mondiali del 1998 e quattro edizioni dei Campionati europei (1995, 1997, 1999, 2001).

## Palmarès

### Squadra
- Campionato lituano: 3

Žalgiris Kaunas: 1993-94, 1994-95, 2002-03
- Campionato russo: 1

CSKA Mosca: 1999-2000
- Campionato ceco: 1

ČEZ Nymburk: 2005-06
- ULEB Cup: 1

Lietuvos rytas: 2004-05

### Individuale
- Lietuvos krepšinio lyga MVP finali: 2

Žalgiris Kaunas: 1993-94, 1994-95